# Notizie dal fronte
Notizie dal fronte è una raccolta di articoli del pluri-premiato giornalista inglese Robert Fisk, tradotti in italiano a cura di Internazionale, e pubblicata da Fandango Libri.
Pubblicato nel 2003, il libro è una raccolta di articoli che Fisk ha scritto come corrispondente in Medio Oriente per l'Independent. I principali temi di cui tratta il libro riguardano la storia recente del Medio Oriente, dal Conflitto Israelo-Palestinese alla prima e la seconda guerra del Golfo, dal Genocidio armeno all'analisi di paesi quali l'Iran, la Siria e la Libia.

## Temi trattati
All'interno del libro gli articoli sono raggruppati nelle quattro sezioni principali seguenti:

11 Settembre
- Quando incontrai Osama bin Laden., settembre 2001
- Scontro di civiltà., dicembre 2001
- Lezioni americane., aprile 2002
- Ritorno in Afghanistan: i danni collaterali., agosto 2002
- Ritorno in Afghanistan: le bombe intelligenti., agosto 2002
- Un anno dopo., settembre 2002
- Bin Laden dove sei?, agosto 2002

Irak
- Saddam, l'ultimo tiranno., dicembre 2000
- Pozzi di petrolio., gennaio 2003
- Ho visto la guerra., febbraio 2003
- Il cielo sopra Baghdad., marzo 2003
- Saddam al rogo., marzo 2003
- Intervento chirurgico., marzo 2003

Israele
- Gli Arabi e l'Olocausto., agosto 1996
- Un missile rispedito al mittente., maggio/giugno 1997
- Nella casa dei martiri., novembre 2000
- La CIA a Gaza., novembre 2000
- Hezbollah Tv., dicembre 2000
- L'Ombra di Sharon., febbraio 2001

Medioriente
- Due bombe dall'Arabia Saudita., agosto 1998
- Di padre in figlio., ottobre 1999
- Islamofobia., novembre 1999
- I fantasmi dell'Iran., marzo 2000
- La Siria dopo Assad., giugno 2000
- Gheddafi, ritratto di uno strano leader., agosto 2000
- Il genocidio armeno., novembre 2000

## Edizioni italiane
Il libro è stato pubblicato in Italia nella seguente edizione:
- Robert Fisk, Notizie dal fronte, 1ª ed., Fandango Libri, collana Documenti, 176 pagine, copertina flessibile, 2003, ISBN 8887517991.